# Carina Moberg
Carina Elisabeth Moberg, född 17 april 1966 i Skarpnäcks församling i Stockholm, död 15 augusti 2012 i Huddinge, var en svensk politiker (socialdemokratisk), som var riksdagsledamot 1994–2012. Hon var invald i riksdagen för Stockholms läns valkrets på plats 5. Till yrket var hon sjukgymnast.
Vad gäller riksdagens utskottsarbete utmärkte sig Moberg framförallt genom att vara ordförande för civilutskottet under mandatperioden 2006-2010 och förste vice ordförande i trafikutskottet under mandatperioden 2002-2006. Bland övriga tyngre utskottsuppdrag märktes ledamot i Krigsdelegationen åren 2006-2010 och ledamot i bostadsutskottet åren 1995 och 1998-2002.
Under Håkan Juholts tid som partiordförande i Socialdemokraterna utnämndes Moberg till gruppledare i riksdagen, ett uppdrag hon innehade fram till våren 2012 då Mikael Damberg ersatte henne.
Moberg började sin politiska karriär i SSU i Huddinge kommun i början av 1980-talet.
Carina Moberg dog efter en lång tids sjukdom.